# Rodolfo Barragán Schwarz
Rodolfo Barragán Schwarz (1931 -2017) fue un arquitecto mexicano originario de Monterrey, Nuevo León.
Estudió en el Instituto Tecnológico y de Estudios Superiores de Monterrey, y más tarde en la Universidad Yale, en dónde obtuvo una maestría en 1960, trabajando más tarde en Italia con el arquitecto Giovanni Michelucci. 
Más tarde fue profesor en el taller cinco de la UNAM, en la Ciudad de México, entre los años 1961 a 1968 y en la Universidad Iberoamericana de 1962 a 1974, donde también fue director del departamento de arquitectura de 1968 a 1974. 
En la década de los setenta fue director de la escuela de arquitectura de la Universidad Iberoamericana, en la Ciudad de México.
Entre sus obras destacan las oficinas de la Fundidora de Monterrey, hoy ocupadas por la Secretaría de Obras Públicas de Nuevo León, y la casa para el primer Sorteo de la Siembra Cultural, motivo de una monografía titulada Una Casa en Monterrey. La casa revela la influencia de las Case Study Houses de California, mientras que las oficinas conjugan el purismo de Mies van der Rohe y el expresionismo estructural de Eero Saarinen.